# 리발바
리발바(이탈리아어: Rivalba)는 이탈리아 피에몬테주의 토리노 광역시에 있는 코무네로, 토리노에서 북동쪽으로 약 15km(9mi) 정도 떨어져 있다.
리발바는 카스타녜토포, 산라파엘레치메나, 가시노토리네세, 카살보르고네, 시올체 및 친차노와 접해 있다.